# Centre national d'études spatiales
A Centre national d'études spatiales, rövidítése: CNES, francia kormányzati űrügynökség. Székhelye Párizs központjában található, és a francia védelmi és kutatási minisztériumok felügyelete alatt áll.
A Toulouse Űrközpontból és a Guyana Űrközpontból működik. A CNES elnöke Philippe Baptiste. Ez a legnagyobb és legfontosabb ilyen jellegű nemzeti szervezet Európában.

## Külföldi oldalak
- A CNES hivatalos oldala